# La Fée aux Choux
La Fée aux Choux (El hada de las coles) es un cortometraje mudo francés de 1896, basado en un cuento infantil francés muy popular, y dirigido por Alice Guy.
Es la primera película y adaptación cinematográfica de la historia; también la película más antigua entre las que se sabe que fueron dirigidas o codirigidas por mujeres; y el primer filme conocido que narra una historia de ficción.